# Бонд, Уильям Крэнч
Уильям Крэнч Бонд (англ. William Cranch Bond; 9 сентября 1789, Портленд, штат Мэн — 29 января 1859, Портленд, штат Массачусетс) — американский астроном.

## Биография
Уильям Крэнч Бонд обучался часовому мастерству, построил в Дорчестере частную обсерваторию и в 1838 году участвовал в качестве астронома в учёной экспедиции Вилькса. В 1839 году на него возложено заведование постройкой обсерватории в Кембридже — Гарвардская обсерватория, в которой он потом и сделался директором и 16 сентября 1848 года открыл восьмую луну Сатурна. В 1850 году (совместно с фотографом и изобретателем Джоном Адамсом Уипплом) сделал первый дагерротип звезды (Веги) и таким образом стал пионером астрофотографии. Его преемником на посту директора обсерватории стал его сын, Джордж Филлипс Бонд. Главный труд его: «Открытие тумана на Орионе».
- В честь Уильяма Крэнча Бонда и его сына Джорджа назван астероид (767) Бондия, открытый в 1913 году.
- В честь Уильяма Крэнча Бонда назван кратер на Луне.